# Phthorimaea euchthonia
Phthorimaea euchthonia es una especie de  lepidóptero de la familia Gelechiidae. Fue descrita por Edward Meyrick en 1939.

## Distribución
Se encuentra en Argentina.